# 牛島義友
牛島 義友（うしじま よしとも、1906年1月19日- 1999年8月20日）は、日本の教育心理学者。学位は、文学博士（日本大学・論文博士・1953年）（学位論文「精神発達の規準に関する研究」）。九州大学名誉教授。

## 略歴
長崎県長崎市生まれ。1923年福岡県立中学修猷館、1925年旧制福岡高等学校文科乙類を経て、1928年東京帝国大学文学部心理学科を卒業。
卒業後、東京帝国大学文学部副手となり、立教大学助手も兼務。1929年立教大学文学部教授、1945年10月東京女子高等師範学校教授、1949年6月校名変更でお茶の水女子大学教授、1949年愛育幼稚園園長、1950年九州大学教育学部教授を兼務、恩賜財団母子愛育会愛育研究所教養部長、1953年「精神発達の規準に関する研究」で日本大学より文学博士の学位を取得。1967年九州大学を停年を待たずに退職、名誉教授。同年青山学院大学文学部教授、1975年定年退職。同年四国大学教授、1979年退職
専門は、教育心理学・障害児教育。日本グループ・ダイナミックス学会会長、教育と医学の会会長。1961年知的障害者の終生養護施設である御殿場コロニーを創設。墓所は多磨霊園。

## 著書
- 『動物心理学研究 白鼠の知能』立教大学哲学会　1930　哲学パンフレット
- 『青年の心理』巌松堂　1940
- 『時局下青少年の性格教育』社會教育協會　1941　教育パンフレツト
- 『愛育の玩具』協同公社出版部　1943
- 『信仰と教育』教文館　1943
- 『女子の心理』巌松堂　1943
- 『青少年の心理と指導』厚徳書院　1944　母性読本
- 『農村児童の心理』巌松堂　1946
- 『不良化傾向の早期発見 性格の評定尺度と検査法』金子書房　1948
- 『教育のための標準検査』金子書房　1949　児童研究叢書 / 愛育研究所編
- 『青年の心理と指導』国土社　1949
- 『小学生の心理』巌松堂書店　1952
- 『牛島青年心理学 日本の青年における自我意識と社会意識の研究』光文社　1954
- 『女の心理』近代生活社・新書　1955
- 『家族関係の心理』金子書房　1955　児童研究叢書
- 『青年心理学入門』1955　河出新書
- 『小学生の心理』明治図書出版　1957
- 『青年の心理と生活』同文書院　1959
- 『教育標準検査精義』金子書房　1960
- 『家庭教育と人間形成』国土社　1964
- 『教育愛 心理学から障害児教育への道程』慶應義塾大学出版会　2001
- 『牛島義友著作選集』全5巻　安藤延男監修　クレス出版　2010

第1巻 (幼児保育・要支援児教育)
第2巻 (女子・家族)
第3巻 (教育・人間形成)
第4-5巻 (青少年)

### 共編著
- 『絵本の研究』矢部信一共著　協同公社出版部　1943
- 『教育心理学研究』第1-5集 波多野完治共編　巌松堂書店　1949-51
- 『結婚生活の心理 家族関係の研究』藤縄昌子,末広和子共著　牧書店　1954
- 『思春期』編　1955　河出新書
- 『青年心理学講座』全5巻 桂広介,依田新共編　金子書房　1955
- 『結婚生活と職業 家族関係の研究』編　牧書店　1956
- 『現代保育講座』谷川貞夫,平井信義共編　金子書房　1956
- 『教育心理学辞典』坂本一郎ほか共著 金子書房 1956
- 『社会性と集団行動』編　明治図書出版　1957
- 『教育社会心理学講座』沢田慶輔共編　明治図書　1958
- 『西欧と日本の人間形成 道徳教育に関する比較教育総合研究心理班報告』編著　金子書房　1961
- 『西欧人と日本人の人間形成』編著 金子書房 1961
- 『講座家庭と学校 全5巻』共編 金子書房 1965
- 『教育心理学新辞典』依田新ほか共著 金子書房 1969
- 『講座教育評価 全5巻』共編 明治図書出版 1969
- 『コロニーへの道』編　慶応通信　1973　精神薄弱児の治療教育シリーズ
- 『精神薄弱児の治療教育』編　慶応通信　1973　精神薄弱児の治療教育シリーズ
- 『この子らに何を学ぶか』編　慶応通信　1980　精神薄弱児の治療教育シリーズ
- 『障害児教育とコミュニティー』編　慶応通信　1980　精神薄弱児の治療教育シリーズ
- 『福祉の哲学と技術』編著 慶応通信 1980
- 『重度発達障害児の指導カリキュラム』編著　慶応通信　1983

## 論文
- 依田新と共著 「推理の一実験的研究」 『心理学研究』 第3巻 1輯 1928
- 「学習過程の実験的研究 (1)(2)」 『心理学研究』 第3巻 3輯 - 4輯 1928
- 「児童青年の道徳意識」 『岩波講座教育科学・第14冊』 岩波書店 1932
- 「青年の人生観」 『心理学研究』 第7巻 6輯 1932
- 「児童画の発達に就いて」 『児童研究所紀要』 第14巻 1932
- 「性格と時間意識」 『応用心理研究』 第3巻 2号 1935
- 「向性の遺伝について」 『心理学研究』 第10巻 2輯 1935
- 「大きさの恒常性に関する一研究」 『増田博士謝恩 最新心理学論文集』 岩波書店 1935
- 「精神遺伝研究問題史」「邦文児童心理学研究論文目録」 『教育』 第5巻 8号 1937
- 「「幼児の遊戯活動」 『立教大学哲学科年報』 第1輯 1937
- 「宗教意識発達の研究-宗教教育影響並に発達段階に於ける特徴」 『立教大学哲学科年報』 第2輯 1938
- 「性格診断信頼性に関する一研究」 『教育心理研究』 第13巻 6号 1938
- 「性格の構成過程に就て」 『立教大学哲学科年報』 第3輯 1939
- 「女子の男性に対する態度」 『立教大学哲学科年報』 第4輯 1942
- 「青年期の心理」 『現代心理学 11. 教育心理学 II 』 河出書房 1942
- 「社会性の発達」 『児童心理叢書 II. 児童の行動と発達 上』 金子書房 1948
- 「民主的態度測定の試み」「評定尺度の信頼性」 『教育心理学研究 2. 性格と社会性の検査』 巌松堂 1949
- 「道徳性の発達」 『児童心理』 第3巻 2号 1949
- 「社会性の発達」 依田新編 『教育心理学』 金子書房 1950
- 「母性意識の成立」 『田中寛一博士古稀記念論文集 教育心理学の諸問題』 日本文化科学社 1952
- 「育児態度と子供の性質」 『九州大学教育学部紀要』 1 1952
- 「精神発達と教育」 『心理学講座 5. 発達心理』 中山書店 1953
- 「教育評価における知能検査」 『教育心理学講座 5. 教育評価と測定』 金子書房 1953
- 「ホスピタリズムと家庭の機能」 『教育と医学』 第1巻 3号 1953
- 「児童心理学 VII. 社会性の発達」 『教育研究事典』 金子書房 1954
- 「社会性の発達 (1)(2)」 『児童心理』 第8巻 5 - 6号 1955
- 「児童青年の道徳意識」 『現代教科教育講座 1』 河出書房 1957
- 「発達段階の見方・考え方」 『現代教育心理学大系 3. 発達段階』 中山書店 1958
- 「性格と環境」 『性格心理学講座 2. 性格の形成』 金子書房 1960
- 「最近における知能水準の変化」 『児童心理』 第19巻 10号 1961

## 参考
- 大泉溥編『日本心理学者事典』クレス出版、2003年。ISBN 978-4-877-33171-9。162-165頁
- 牛島義友『教育愛－心理学から障害児教育への道程』慶應義塾大学出版会、2001年。ISBN 978-4-766-40860-7。